# Carlos Tello Díaz
Pour les articles homonymes, voir Carlos Diaz et Diaz.
Carlos Tello Díaz est un écrivain et historien mexicain. Il est né à Cambridge, en Grande-Bretagne, le 13 février 1962. Collaborateur de journaux et de magazines, il a publié plusieurs livres, avec une attention particulière à l'histoire sociale et politique du Mexique.

## Biographie
Il est le fils du politicien et économiste Carlos Tello Macías et Catalina Díaz Casasús et, par conséquent, un arrière-arrière-petit-fils du général Porfirio Díaz. Il est le frère de Javier Tello Díaz, analyste politique et journaliste mexicain.
Carlos Tello est né en Genève[Où ?] alors que son père était ministre du Mexique auprès des organisations mondiales basées dans cette ville suisse. Son père est membre du Parti révolutionnaire institutionnel depuis 1976, il a été sous-secrétaire aux Finances entre 1975 et 1976.
Carlos Tello Díaz est titulaire d'un doctorat en histoire de l'École des hautes études en sciences sociales (EHESS). Il est chercheur à l'Université nationale autonome du Mexique (UNAM).
Il a été chercheur et professeur aux universités de Cambridge (1998), Harvard (2000) et de la Sorbonne. Il a été le créateur intellectuel de la fonca en 1990 et le créateur artistique de la snca en 1993. Directeur de la revue Arcana . Collaborateur d'El Financiero, Reforma.
Carlos Tello Díaz a obtenu le prix Egerton 1979 et la médaille Alonso de León pour le mérite historique. Prix de littérature Mazatlán 2016 pour Porfirio Díaz, su vida y su tiempo (Porfirio Díaz, sa vie et son temps)  avec lequel il a d'abord travaillé avec des sources directes (lettres, journaux, journaux, témoignages, décrets, etc.), en consultant directement et constamment les dossiers sur le général Díaz à Oaxaca et à l'Université de Mexico[Laquelle ?] et plus tard, en donnant un caractère narratif à cette masse d'informations.